# (2383) Bradley
(2383) Bradley (1981 GN; 1928 DU; 1938 EO; 1938 FQ; 1938 GL; 1969 TW5; 1975 QP; 1976 YM) ist ein ungefähr sechs Kilometer großer Asteroid des inneren Hauptgürtels, der am 5. April 1981 vom US-amerikanischen Astronomen Edward L. G. Bowell am Lowell-Observatorium, Anderson Mesa Station (Anderson Mesa) in der Nähe von Flagstaff, Arizona (IAU-Code 688) entdeckt wurde.

## Benennung
(2383) Bradley wurde vom Entdecker Edward L. G. Bowell nach dessen Freunden Martin und Maud Bradley benannt.